# レインジャー4号
レインジャー4号はレインジャー計画の4機目の宇宙機。月への衝突を計画しており、衝突前の10分間に月面の画像データを地上へ送ることや、地震計の月への硬着陸、飛行中のガンマ線データの収集、月面のレーダー反射率の研究に加え、レインジャー計画の目的でもある惑星間飛行可能な宇宙機の開発などが目的であった。オンボードコンピューターの故障によって、太陽光パネルの展開ができず、ナビゲーションシステムも作動しなかった。結果として宇宙機は月にはたどり着いたものの、月の裏側に衝突することとなり、科学データの送信もできなかった。

## 設計
レインジャー4号はレインジャー計画のブロック2の宇宙機であり、事実上レインジャー3号とほぼ同じ構成であった。全体は331kgであり、高さは3.1m。バルサ材を衝撃吸収剤にした65cm大の月着陸カプセルが積まれていた。単元推進剤の中間軌道モーター、22.6kNの推進力の逆噴射ロケット、直径1.5m程度の金・クロムメッキの6角形の台座部分を持っていた。ソーラーパネルは2枚で展開すると5.2m程度の長さであり、台座部分に取り付けられており、飛行中に展開される予定であった。電力は合計8680セルのソーラーパネルから生み出される電力に加え、11.5kgで1kWhの容量を持つ銀・亜鉛電池が太陽光電池で充電可能なほか、バックアップ電池も積まれていた。宇宙機の操縦は半導体素子コンピューターとシーケンサ、地球操縦コマンドシステムなどで行われた。高度コントロールは陽地センサー、ジャイロスコープ、ピッチロールジェットで行われた。通信システムには1台は3W、もう1台は50mWの出力の960MHzトランスミッターが2台あったほか、高利得アンテナと無指向性アンテナが積まれていた。メッキや白色塗装、銀色のプラスチックシートなどで熱制御を行っていた。
実験装置には10秒で1コマが撮影可能なビジコンテレビカメラ、1.8mのブームに乗せられたガンマ線スペクトロメータ、レーダ高度計、月面に硬着陸する予定の地震計などが含まれていた。地震計はアンプ、50ミリワット送信機、電圧制御機、ターンスタイルアンテナ、6個の銀カドミウムバッテリー等とともに月着陸用カプセルに乗せられており30日間の利用が見込まれていた。これらの機械は月面に130-160km/hで衝突しても大丈夫なように設計された。レーダー高度計は反射率の研究に利用される予定もあったが、本来的にはカプセル分離位置と逆噴射ロケット点火位置の確認用であった。

### 装置
| 装置   | 装置                           |
| ------ | ------------------------------ |
| テレビ | 月面の近距離での画像撮影送信用 |
| 地震計 | 月表面での地震活動の有無の観測 |

## ミッション
ミッションは月遷移軌道までをアトラス・アジェナで加速し、軌道中間部で軌道を修正し、月面に衝突させる予定であった。また、月からの高度が適切な範囲に入った後、地震計入りの着陸カプセルを分離し、着陸を和らげるために逆噴射ロケットへの点火が行われる予定であった。しかしながら、中央コンピュータとシーケンサの電源障害によって宇宙機の主たる時計が停止し、事前に計画された操作の実行を妨げ、ソーラーパネル展開、陽地補足システムの運用は全くできなかった。これによってあてもなく漂流することとなり、中間地点でのコース補正は行われなかった。レインジャー4号の運用は打ち上げ10時間後に停止されたが、着陸カプセルの中の50ミリワットトランスミッターで追跡された。レインジャー4号はその後月の裏側まで飛び、1962年4月26日、12:49:53、64時間の飛行の後に月面座標南緯15.5度、東経229.3度に9600km/hで衝突した。第一目標を達成することはなかったが、アトラス-アジェナ-レインジャーの組み合わせは初めて大きな問題を起こすことなく打ち上げが行われ、レインジャー4号はアメリカ初の他の天体へ到達した宇宙機になった。